# Jim Baca
James R. Baca (Albuquerque, 6 de setembro de 1945) é um político americano do Novo México. Membro do Partido Democrata, Baca serviu duas vezes como Comissário de Terras Públicas do Novo México de 1983 a 1987 e de 1991 a 1993 e como prefeito de Albuquerque de 1997 a 2001.[carece de fontes?]

## Carreira
Em 1993, Baca foi nomeado diretor do Bureau of Land Management no Governo Clinton, mas foi demitido no ano seguinte em meio a tensões com Secretário do Interior dos Estados Unidos, Bruce Babbitt, e com os governadores estaduais ocidentais.
Baca concorreu sem sucesso para o cargo de prefeito de Albuquerque e a Câmara dos Estados Unidos em 1985 e 1988, respectivamente. Ele competiu com o governador em exercício Bruce King na primária governamental democrata de 1994, mas ficou em terceiro atrás de King e do tenente-governador. Casey Luna. Ele foi eleito prefeito de Albuquerque em 1997, mas, em sua candidatura à reeleição, terminou em quarto lugar distante nas eleições municipais de 2001, conquistadas por seu antecessor Martin Chávez. Ele correu para recuperar sua posição anterior como Comissário de Terras Públicas em 2006, vencendo por pouco as primárias democratas contra Ray Powell (que o sucedeu naquele cargo em 1993), mas perdendo as eleições gerais para o comissário republicano de terras Patrick H. Lyons. Ele serviu como administrador estadual de recursos naturais até sua aposentadoria em 2009.
Como prefeito de Albuquerque, Baca também fez um esforço para atrair o time de beisebol da liga menor do Canadá, o Calgary Cannons para Albuquerque, com promessas de um novo estádio de 28 milhões de dólares. A mudança foi citada no episódio Hungry, Hungry Homer, dos Simpsons, de 2001, onde os proprietários do Springfield Isotopes tentaram mudar sua equipe para Albuquerque. O esforço foi bem-sucedido e a equipe foi renomeada como Albuquerque Isotopes.